# تنظیم‌کننده گیرنده اسفنگوزین-۱-فسفات
تنظیم‌کننده گیرنده اسفنگوزین-۱-فسفات (انگلیسی: Sphingosine-1-phosphate receptor modulator) گروهی از داروهای تنظیم‌کنندهٔ گیرنده اسفنگوزین-۱-فسفات هستند که به‌عنوان تنظیم‌کنندهٔ دستگاه ایمنی بدن در برخی بیماری‌ها به‌ویژه ام‌اس کاربرد دارند.
این داروها توانایی تنظیم گیرنده‌های جفت‌شونده با پروتئین جی S1P را دارند. داروهای تنظیم‌کنندهٔ گیرنده‌های اسفنگوزین-۱-فسفات در درون گره‌های لنفاوی به این گیرنده‌ها می‌چسبند تا از ورود برخی انواع گلبول‌های سفید به جریان خون و رسیدن به دستگاه عصبی مرکزی جلوگیری کنند و در نتیجه موجب بروز لنفوپنی می‌شوند.

## داروها
امروزه تنها داروی تأییدشده از این گروه فینگولیمود است که برای درمان ام‌اس پذیرفته شده‌است.
| داروها     | موارد مصرف                       | گزینگری گیرنده          | وضعیت فعلی                                                    |
| فینگولیمود | ام‌اس                             | S1P1, S1P3, S1P4 و S1P5 | تأییدشده توسط FDA در سال ۲۰۱۰؛ تأیید شده توسط EMA در سال ۲۰۱۱ |
| اوزانیمود  | ام‌اس و کولیت زخمی (UC)           | S1P1 و S1P5             | فاز ۳ کارآزمایی بالینی                                        |
| پونسیمود   | ام‌اس، پسوریازیس و واکنش رد پیوند | S1P1                    | فاز ۲ و ۳ کارآزمایی بالینی. (*)                               |
| لاکینیمود  | ام‌اس                             | S1P1                    | نتوانست از فاز ۳ کارآزمایی بالینی در سال ۲۰۱۱ گذر کند. (**)   |

(*)برای ام‌اس و پسوریازیس در فاز ۳ کارآزمایی بالینی، و برای واکنش‌های رد پیوند در فاز ۲ کارآزمایی بالینی است..
(**) در بازار دارویی روسیه در دسترس است.